# Élections municipales de 2014 à Nantes
Pour un article plus général, voir Élections municipales de 2014 dans la Loire-Atlantique.
Les élections municipales ont eu lieu les 23 et 30 mars 2014 à Nantes.

## Mode de scrutin
Le mode de scrutin à Nantes est celui des villes de plus de 1 000 habitants : la liste arrivée en tête obtient la moitié des 65 sièges du conseil municipal. Le reste est réparti à la proportionnelle entre toutes les listes ayant obtenu au moins 5 % des suffrages exprimés. Un deuxième tour est organisé si aucune liste n'atteint la majorité absolue et au moins 25 % des inscrits au premier tour. Seules les listes ayant obtenu aux moins 10 % des suffrages exprimés peuvent s'y présenter. Les listes ayant obtenu au moins 5 % des suffrages exprimés peuvent fusionner avec une liste présente au second tour.

## Contexte

### Contexte électoral
Depuis 1989 et l'élection de Jean-Marc Ayrault, la ville de Nantes est dirigé par une majorité socialiste, qui a toujours été depuis reconduite confortablement dès le premier tour de scrutin lors des élections de 1995, 2001 et 2008.
 
Après 23 années passées à la tête de la mairie, Jean-Marc Ayrault est nommé en mai 2012, Premier ministre par le président François Hollande et est donc contraint d'abandonner ses mandats locaux. Il laisse alors son premier adjoint Patrick Rimbert assurer la direction de l'équipe municipale, mais ce dernier annonça cependant qu'il ne souhaitait pas se représenter à sa propre succession.
Sa première adjointe Johanna Rolland, est alors désignée pour conduire la majorité socialiste sortante.

## Candidats
- Johanna Rolland, 34 ans (PS-PCF-PRG-UDB-MRC), première adjointe depuis 2012, conseillère générale du canton de Nantes-11.
- Laurence Garnier, 35 ans (UMP), conseillère municipale et déléguée communautaire à Nantes Métropole depuis 2008[3],[4].
- Pascale Chiron, 39 ans (EELV), architecte-urbaniste, 10e adjointe, chargée des énergies et de la qualité environnementale dans les bâtiments publics, et vice-présidente du Conseil communautaire de Nantes Métropole[3],[5].
- Guy Croupy, 55 ans (Front de Gauche-NPA), agent SNCF.
- Christian Bouchet, 58 ans (FN/RBM), journaliste[3].
- Sophie Van Goethem, 56 ans (société civile), maître de conférences, conseillère municipale et conseillère communautaire à Nantes Métropole depuis 2008[6].
- Pierre Gobet, 63 ans (indépendant), chef d'entreprise[7].
- Xavier Bruckert, 58 ans (MoDem - Parti Radical Valoisien - Parti Libéral Démocrate), chef d'entreprise[8],[9].
- Hélène Defrance, 64 ans (Lutte ouvrière), enseignante d’arts plastiques à la retraite[10],[11].
- Arnaud Kongolo , 40 ans (indépendant), enseignant[12].

## Résultats
- Maire sortant : Patrick Rimbert (PS)
- 65 sièges à pourvoir (population légale 2011 : 287 845 habitants)

| Tête de liste                                          | Tête de liste      | Liste                 | Premier tour | Premier tour | Second tour | Second tour | Sièges |  |
| Tête de liste                                          | Tête de liste      | Liste                 | Voix         | %            | Voix        | %           | Sièges |  |
| ------------------------------------------------------ | ------------------ | --------------------- | ------------ | ------------ | ----------- | ----------- | ------ |  |
|                                                        | Johanna Rolland    | PS-PCF-PRG-UDB        | 33 201       | 34,51        | 51 990      | 56,22       | 51     |  |
| Nantes a de l'avenir                                   |                    |                       | 33 201       | 34,51        | 51 990      | 56,22       | 51     |  |
|                                                        | Pascale Chiron     | EELV                  | 13 996       | 14,55        | 51 990      | 56,22       | 51     |  |
| Liste écologiste et citoyenne — fusion                 |                    |                       | 13 996       | 14,55        | 51 990      | 56,22       | 51     |  |
|                                                        | Laurence Garnier   | UMP-UDI-PCD           | 23 244       | 24,16        | 40 490      | 43,78       | 14     |  |
| Ensemble, Nantes en grand                              |                    |                       | 23 244       | 24,16        | 40 490      | 43,78       | 14     |  |
|                                                        | Christian Bouchet  | FN                    | 7 834        | 8,14         |             |             |        |  |
| Nantes bleu Marine                                     |                    |                       | 7 834        | 8,14         |             |             |        |  |
|                                                        | Sophie Van Goethem | DVD                   | 5 376        | 5,59         |             |             |        |  |
| La chance pour Nantes                                  |                    |                       | 5 376        | 5,59         |             |             |        |  |
|                                                        | Guy Croupy         | PG-Alternatifs-GA-NPA | 4 849        | 5,04         |             |             |        |  |
| Nantes à gauche toute place au peuple                  |                    |                       | 4 849        | 5,04         |             |             |        |  |
|                                                        | Pierre Gobet       | DVD                   | 4 138        | 4,30         |             |             |        |  |
| Le parti des nantais                                   |                    |                       | 4 138        | 4,30         |             |             |        |  |
|                                                        | Xavier Bruckert    | MoDem-PR-PLD          | 2 022        | 2,10         |             |             |        |  |
| L'alternative pour Nantes                              |                    |                       | 2 022        | 2,10         |             |             |        |  |
|                                                        | Hélène Defrance    | LO                    | 1 119        | 1,16         |             |             |        |  |
| Lutte ouvrière faire entendre le camp des travailleurs |                    |                       | 1 119        | 1,16         |             |             |        |  |
|                                                        | Arnaud Kongolo     | SE                    | 439          | 0,46         |             |             |        |  |
| Je suis là et je compte                                |                    |                       | 439          | 0,46         |             |             |        |  |
|                                                        |                    |                       |              |              |             |             |        |  |
| Inscrits                                               | Inscrits           | Inscrits              | 181 897      | 100,00       | 181 888     | 100,00      |        |  |
| Abstentions                                            | Abstentions        | Abstentions           | 82 777       | 45,51        | 84 001      | 46,18       |        |  |
| Votants                                                | Votants            | Votants               | 99 120       | 54,49        | 97 887      | 53,82       |        |  |
| Blancs et nuls                                         | Blancs et nuls     | Blancs et nuls        | 2 902        | 2,93         | 5 407       | 5,52        |        |  |
| Exprimés                                               | Exprimés           | Exprimés              | 96 218       | 97,07        | 92 480      | 94,48       |        |  |